# 盧卡·聖托利尼
盧卡·聖托利尼（義大利語：Luca Santolini，1985年2月22日—）是一位聖馬利諾的政治人物，曾在2018年10月1日至2019年4月1日與米爾科·托馬索尼一同擔任聖馬利諾執政官。

## 生平
盧卡·聖托利尼於波隆那大學畢業，主修國際關係；又在烏比諾大學修習新聞專業。他自2012年成為聖馬利諾大議會的成員之一。